# Mikołaj Kamieniecki
Mikołaj Kamieniecki armories Pilawa (né en 1460 - mort le 15 avril 1515) est un grand noble polonais, castellan de Sandomierz et grand hetman de la Couronne (1503).

## Biographie
Mikołaj est le fils aîné du castellan de Sanok Henryk Kamienicki (pl) et de Katarzyna née Pieniążek. Il est propriétaire de Węglówka, Kombornia, Wola Komborska, Jablonica, Malinówka et du château Kamieniec à Odrzykoń.
Homme de confiance des rois Jan Olbracht et Kazimierz Jagiellończyk, il est nommé grand hetman de la Couronne en 1503. Il est le premier à occuper cette charge dans l'histoire de la Pologne.
En 1506, il défait les Valaques à la bataille de Czerniowce durant la campagne de Moldavie en 1509 et les Turcs à la Bataille de Łopuszno en 1512. La même année, il fonde le village de Komancza selon la loi de Valachie.
Il meurt le 15 avril 1515 à Cracovie et est inhumé dans la cathédrale du Wawel.

## Mariage et descendance
Le 15 mars 1510, Mikołaj Kamieniecki épouse Anna née Melsztyńska, primo voto Tarnowska, fille de Spytko IV z Melsztyna (pl), mais le couple n'a pas de descendance.

## Sources
- Notices d'autorité :   - VIAF
  - ISNI
  - GND
  - Pologne
  - NUKAT

- (en) Cet article est partiellement ou en totalité issu de l’article de Wikipédia en anglais intitulé « Mikołaj Kamieniecki » (voir la liste des auteurs).